# Смотрители маяка
«Смотрители маяка» (фр. Gardiens de phare) — французский немой фильм режиссера Жана Гремийона, снятый в 1929 году.

## Сюжет
Двое мужчин, отец и его сын, прощаются с любимыми женщинами для того, чтобы провести целый месяц на маяке посреди моря у берегов Бретани. 
Сын показывает отцу след от укуса собаки, которая оказалась бешеной. Игнорируя опасность, отец и сын наблюдают за маяком, который нужно включать каждый вечер. Отец мечтает о свадьбе своего сына, но состояние последнего стремительно ухудшается. Отец не может обратиться за помощью, потому что в море разразилась буря. Сын становится все более и более агрессивным и не дает отцу снова включить маяк. В конечном итоге отец вступает в яростную схватку со своим сыном и бросает его в море вниз со скалы. Потрясенный событиями, мужчина, наконец, снова включает маяк.
Фильм имеет сложную повествовательную конструкцию, которая переплетает сцены настоящего времени (с параллельным монтажом между маяком и материком), эпизоды из прошлого (прогулка по пляжу), сцены «предвкушения» (свадьба сына) и, наконец, кошмары молодого мужчины, разоренного гневом.

## Дополнительные факты
Смотрители маяка — последний немой фильм, снятый Жаном Гремийоном.
Премьера одноактной пьесы Пьера Антье и Поля Клокемина, на которой основан этот фильм, состоялась в театре Гран-Гиньоль в Париже в мае 1905 года. Пьеса была возрождена в 1913, 1918, 1925 и 1933 годах.
В 2019 году Роберт Эггерс выпускает фильм Маяк, сюжет и эстетика которого вдохновлены работой Гремийона.
Жиль Делёз в своем эссе «Кино» утверждает, что французским режиссерам, в том числе Жану Гремийону, характерна поэтика воды: вода представляется как единый организм, формирующий модуляции движения; вода – это место, проводник, который образовывает отношения человека и запутывает их; также и в «Смотрителях маяка» вода выступает как стихия, которая заключила мужчин в изолированное пространство, из-за чего те начали терять над собой контроль и предаваться видениям. Также Делёз утверждает, что в французском кинематографе свет и цвет играют большую роль и создают движение. Свечение серого цвета представляет собой цвет-движение. В «Смотрителях маяка» Гремийон достигает высшей степени этого явления — свет и тень чередуются между собой, а их движение создается с помощью фигуры маяка.